# L'Intransigeant
L'Intransigeant a fost un ziar cotidian francez, care a apărut la Paris din 1880 până în 1948.

## Istoric

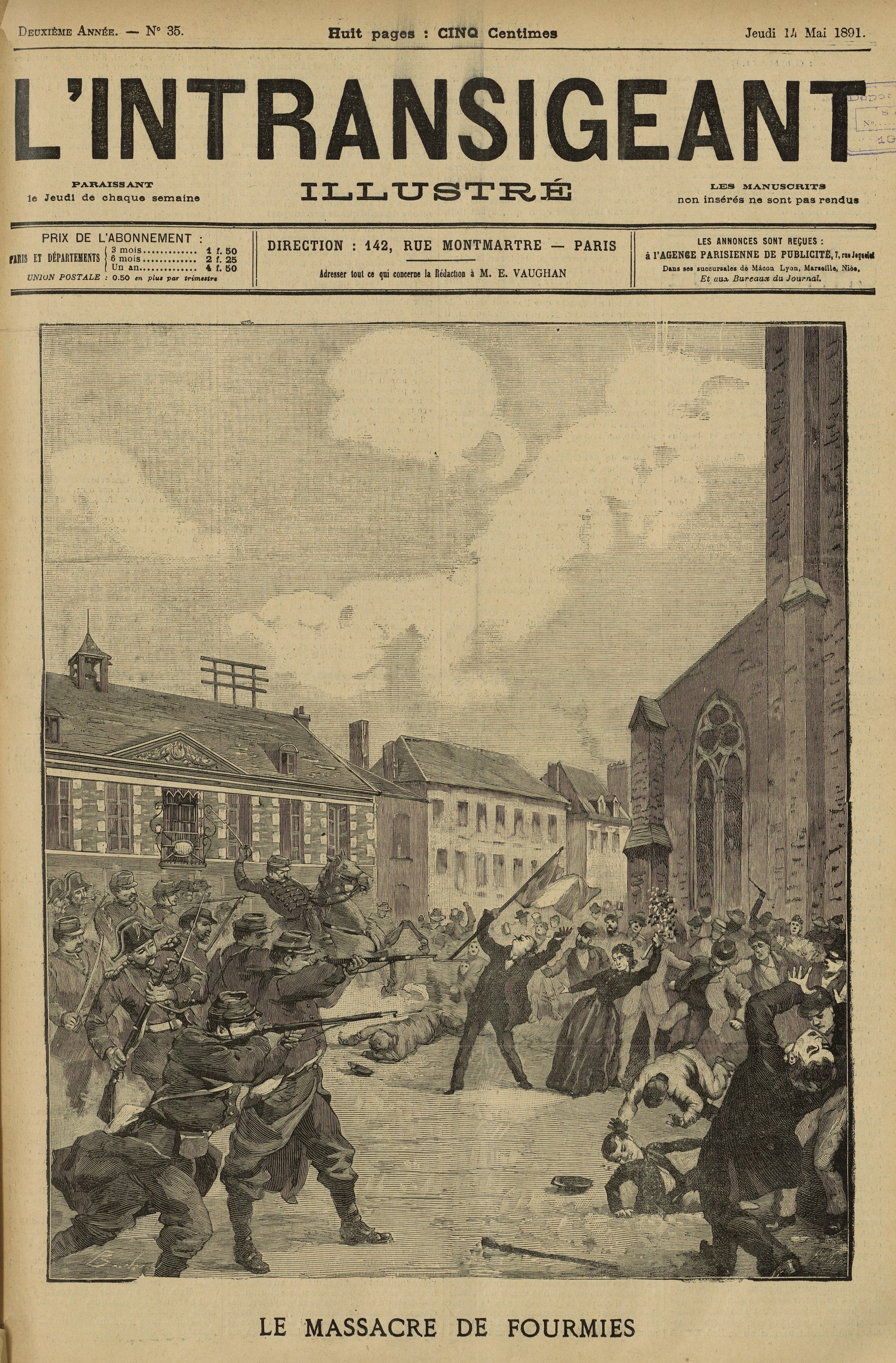
L'Intransigeant illustré, supliment de sâmbătă, cu titlul „Le massacre de Fourmies” din 1 mai 1891.

L'Intransigeant a fost fondat în iulie 1880 de Eugène Mayer, director al ziarului La Lanterne, pentru polemistul Henri Rochefort, care va deveni primul redactor-șef.
Inițial ziar de opoziție de stânga, el a avut un tiraj de aproximativ 70.000 de exemplare de la crearea sa în anul 1880 și avea 4 pagini, fiind vândut la prețul de 5 cenți. S-a raliat mișcării boulangiste și a evoluat rapid către pozițiile naționaliste. În 1898 a făcut poziție comună cu presa antisemită, manifestându-se ostil față de Dreyfus.
Léon Bailby, numit de Rochefort în poziția de redactor-șef în octombrie 1905, a devenit director în noiembrie 1907 și l-a redenumit botezat L'Intransigeant et « le Journal de Paris » (până în iunie 1916, și apoi ca subtitlu): vândut întotdeauna cu prețul de 5 cenți, a devenit în anii 1920 cel mai mare cotidian de seară cu opinii de dreapta, cu un tiraj de 400.000 de exemplare și cu un număr de pagini care a crescut de la 2 pagini (în timpul războiului) la 8 pagini. O pagină conținea fotografii și desene. În 1930, ziarul a ajuns la 10 pagini și s-a vândut cu 25 de cenți.
În decembrie 1932, Bailby, om cu idei de dreapta, a demisionat din motive politice și jurnalul a trecut în proprietatea grupului Louis-Dreyfus, luând o orientare mai de centru, dar situația sa financiară s-a înrăutățit, iar tirajul nu a mai depășit 130.000 de exemplare la sfârșitul anilor 1930. Conducerea a fost asigurată de John Fabry începând din decembrie 1936.
În 1938, industriașul Jean Prouvost a cumpărat suplimentul sportiv al l'Intransigeant, fondat în 1926 și numit Match l'intran: în 1938, Paul Gordeaux este trimis special la Londra al Paris Soir et Match. El îi propune lui Jean Prouvost să facă un Life francez: pe 5 octombrie 1939, în a 5-a săptămână de război, s-a născut Match. Un săptămânal de știri ilustrate, el a atins un tiraj de peste un milion de exemplare și și-a încetat apariția pe 30 mai 1940. Devenit Paris Match în 1949, Gordeaux a fost primul redactor-șef și a publicat un interviu în exclusivitate cu Churchill. Gordeaux a cedat mai târziu locul său lui Hervé Mille. 
L'Instransigeant și-a încetat apariția la 11 iunie 1940, après la débâcle.
A avut o scurtă reapariția începând din 13 mai 1947 cu Paul Gordeaux ca redactor-șef. Ziarul a fost achiziționat pe 30 septembrie 1948 de Paris-Presse, care și-a luat apoi titlul Paris Presse, L'Intransigeant. La rândul său, acest ziar a fost cumpărat de France-Soir în 1970. 

## Colaboratori celebri
- Guy de Maupassant
- Albert Simonin, redactor sportiv
- Paul Gordeaux, redactor-șef în 1947
- José Belon, desenator
- J.-H. Rosny aîné
- Titaÿna, reporter